# 243
243是242與244之間的自然數。

## 在數學中
- 合數，正因數有1、3、9、27、81和243。
質因數分解為{\displaystyle 3^{5}}。
- 虧數，真因數和為121，虧度為122。
- 第74個十进制的哈沙德數。前一個為240、下一個為247。
- 第3個十进制的節儉數。前一個為128、下一個為256。
- 5個連續質數和（41+43+47+53+59）

## 在人類文化中
- 243號電報
- 新北市泰山區的郵遞區號為243
- AF243， 香港漁護署的再出口證明書申請表

## 在科學中
- 鋂-243是最穩定的同位素，它的半衰期有7,370年

## 在天文中
- 金星一晝夜為243天

## 在其他領域中
- 西元243年和前243年